# نلسون گیدینگ
نلسون گیدینگ (انگلیسی: Nelson Gidding؛ ‏ ۱۵ سپتامبر ۱۹۱۹ – ۲ مهٔ ۲۰۰۴) فیلم‌نامه‌نویس اهل ایالات متحده آمریکا بود.
از فیلم‌ها یا مجموعه‌های تلویزیونی که وی در آن‌ها نقش داشته‌است، می‌توان به می‌خواهم زنده بمانم!، داستان هلن مورگن، به فردا امیدی نیست، در چنگ ارواح، فرمان گم‌شده، جاذبه آندرومدا و هیندنبورگ اشاره نمود.